# 埃布斯弗利特国际站
埃布斯弗利特国际站（英語：Ebbsfleet International railway station）是一個位於英國肯特郡達特福德區埃布斯弗利特谷的鐵路車站，距離大倫敦東部邊界約10英里。本站以西靠近斯旺斯孔，以東則靠近格雷夫森德。本站位於1號高速鐵路線上，並提供前往聖潘克拉斯、斯特拉福德國際、阿什福德國際等車站的東南（Southeastern）列車服務。本站亦位於北弗利特站西南約440米處。

## 歷史
本站的造價達1.80億英鎊。由於需要將原本放置於滑鐵盧車站的保安及票務系統搬遷至本站，並於本站重新安裝，本站於2007年11月19日開放予歐洲之星旅客使用，比1號高速鐵路其他車站遲5日。首班服務本站的表定列車為當日05:38開出、前往巴黎的列車。最初本站每日均提供列車班次前往巴黎，週一至五亦有班次前往布魯塞爾。本站設有一個擁有2,500個車位的停車場。
2008年1月29日，凱莉·霍姆斯為本站舉行了開幕儀式 。
2009年6月29日，東南公司開始於平日提供聖潘克拉斯車站至本站的列車服務，並於繁忙時間設有續駛至阿什福德國際車站的列車服務。同年9月7日，本站增設了數班來往拉姆斯蓋特（經坎特伯里西或多佛）的列車服務。2009年12月13日，服務本站的東南列車開始有固定班次。
當時非繁忙時間的班次（每小時）為：
- 4班 往倫敦聖潘克拉斯
- 2班 往法弗舍姆
- 1班 往馬蓋特，經坎特伯里西
- 1班 往多佛修道院

在繁忙時間，亦有額外列車前往梅德斯通西、布羅德斯泰爾（經梅德韋的城鎮）及桑德威奇（Sandwich）。
截至2019年5月，本站的歐洲之星列車班次為：
- 每日6班 往巴黎北
- 每日6班 往布魯塞爾南，經里爾歐洲站（部分班次會停靠阿什福德國際車站）
- 每週4班 往馬恩拉瓦萊-謝西（接駁巴黎迪士尼樂園度假區），經里爾歐洲站及阿什福德國際車站

2020年3月31日，本站所有歐洲之星列車服務暫停。同年9月，歐洲之星宣佈由於2019冠狀病毒病疫情導致其票務收入下跌九成，本站及阿什福德國際車站將會於2022年或以後才會有歐洲之星列車停靠。2021年9月，歐洲之星證實於2023年或以後才會有旗下列車服務兩站。2022年8月，歐洲之星指可能要到2025年才會有旗下列車服務兩站。

## 設計
本站設有六個月台，其中四個月台位於1號高速鐵路線上，另外兩個月台則位於高速鐵路與北肯特線的連接線上。由於來往倫敦及北肯特線的東南列車會使用本站以北的一個交匯處，以進入北肯特線，因此這類列車會使用位於連接線上的月台。其他東南列車及歐洲之星列車則分別會使用位於高速鐵路線的本地線月台及國際線月台。

### 停車場
下列位置均設有本站停車場：
- 北肯特線以北
- 北肯特線及1號高速鐵路之間
- 1號高速鐵路以南
- 本站站房西南側

### 巴士
Arriva於本站提供前往達特福德、藍水購物中心（Bluewater Shopping Centre）、格林海斯、斯旺斯孔、埃布斯弗利特谷及格雷夫森德的巴士服務。北肯特線上的北弗利特（Northfleet）站位於本站東北約400米處，旅客可使用快速軌道B線，於下一站埃布斯弗利特足球場下車，並步行約6-7分鐘至該站。
| 路線編號  | 途經地點                                                               | 服務時間   |
| --------- | ---------------------------------------------------------------------- | ---------- |
| 快速軌道B | 達特福德、藍水購物中心、格林海斯、斯旺斯孔、本站、北弗利特及格雷夫森德 | 每日服務   |
| 483       | 藍水購物中心、斯旺斯孔、埃布斯弗利特谷、本站及格雷夫森德               | 週一至週六 |

### 行人通道
雖然北弗利特站位於本站東北約400米處，但由於沒有直接的行人通道，由本站前往該站的步行距離為約1.5公里。兩站之間的行人徑或單車道亦沒有明確的指示牌供辨別車站方向。格雷夫舍姆區議會曾承認埃布斯弗利特國際站週邊的行人設施配套並不足夠。

## 列車服務

### 國內服務
所有服務本站的東南列車均為英國鐵路395型電力動車組。本站的東南列車班次（每小時）為：
- 3班 往倫敦聖潘克拉斯
- 1班 往拉姆斯蓋特，經格雷夫森德和法弗舍姆
- 1班 往拉姆斯蓋特，經多佛修道院
- 1班 往馬蓋特，經坎特伯里西

在繁忙時間，上述列車的班次均會加密。此外，早上及晚上繁忙時間均有2對來往倫敦聖潘克拉斯和梅德斯通西（經格雷夫森德）的列車服務。

### 國際服務
2020年3月31日起，本站所有歐洲之星列車服務暫停。

## 車站相片

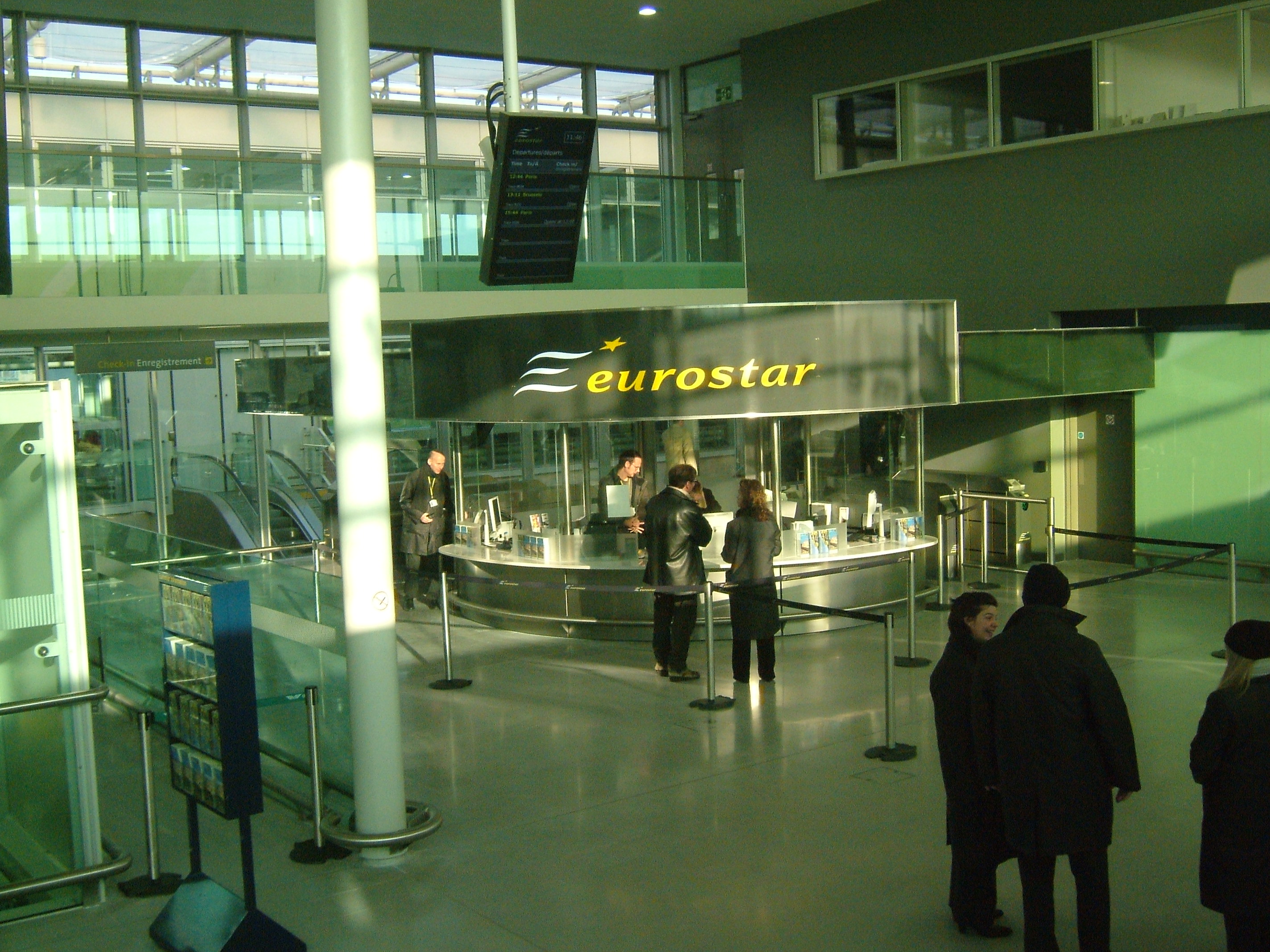
歐洲之星離境大堂（註：相中歐洲之星標誌為舊款）
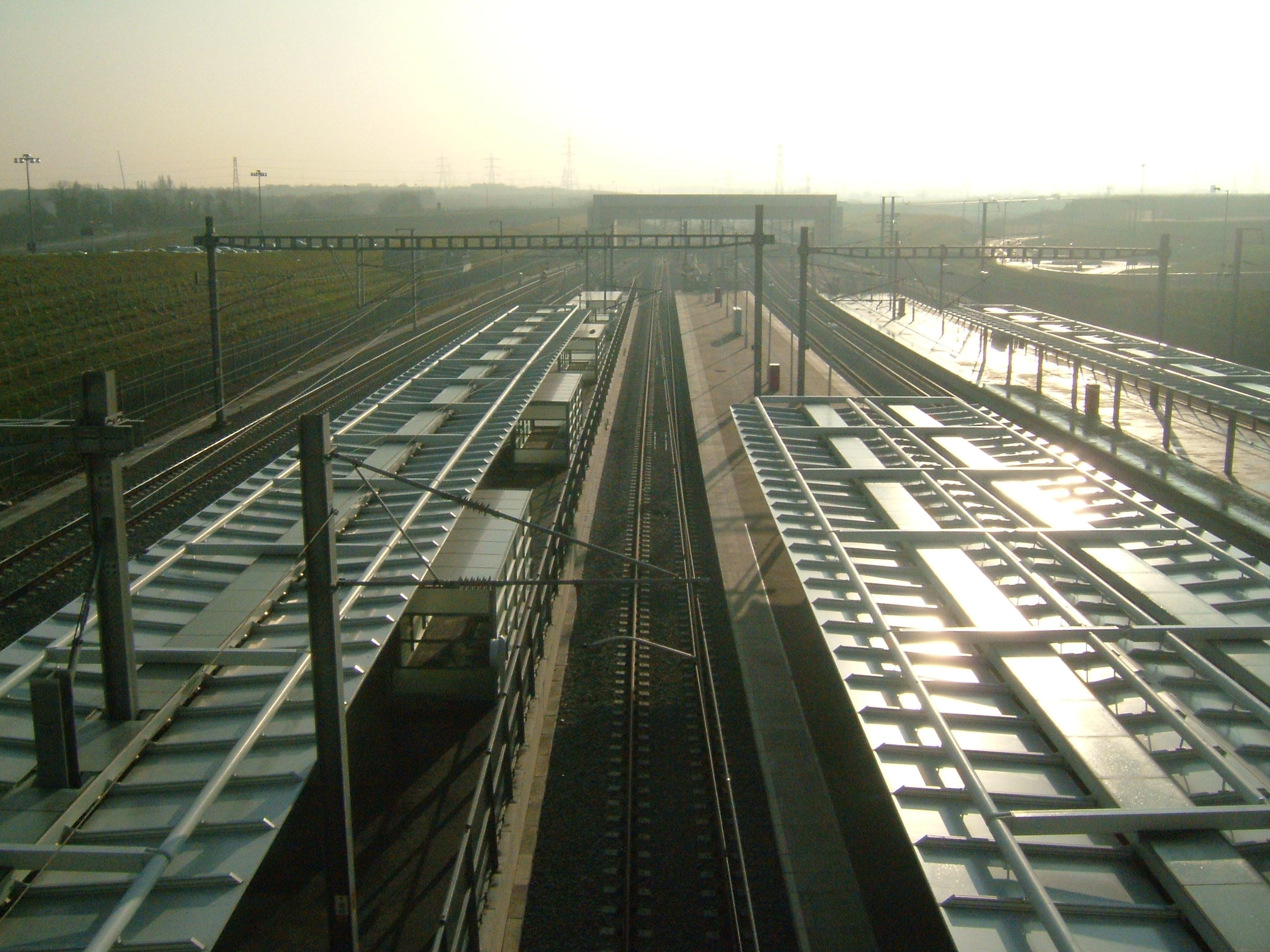
通往梅德韋高架橋的路軌
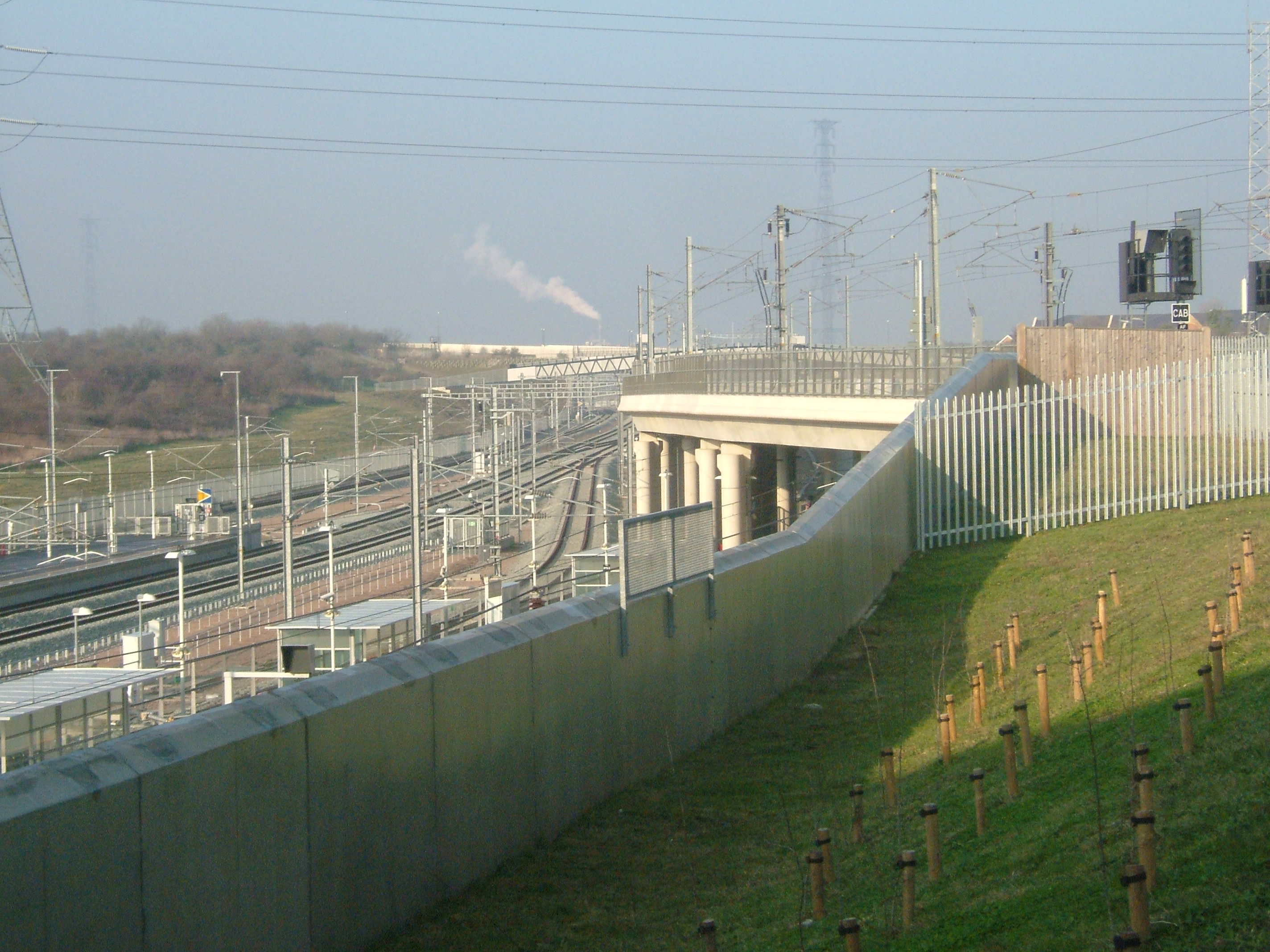
由北肯特線至1號高速鐵路的連接線路軌，可見連接線自北肯特線緩緩下降，視角向西
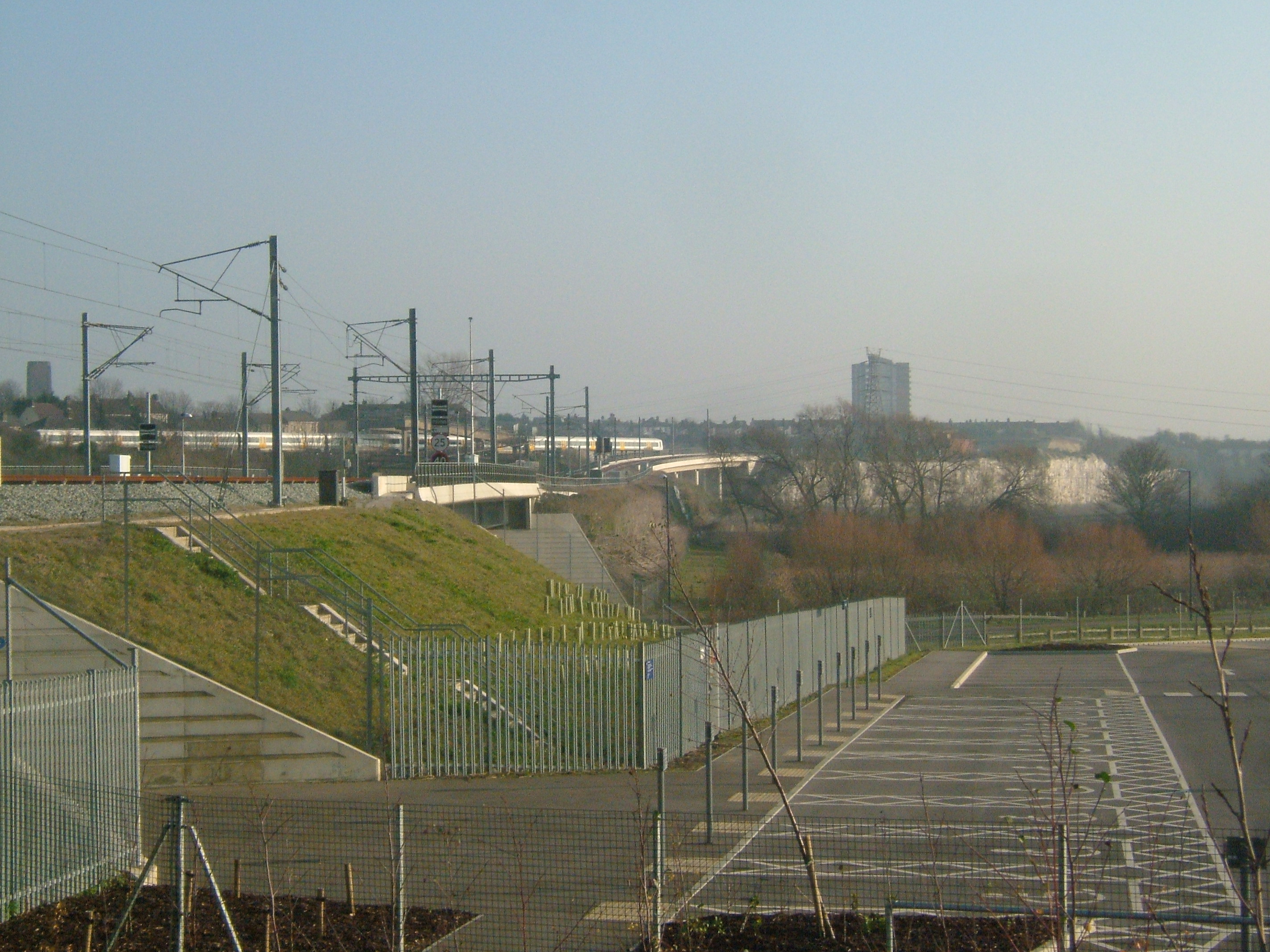
遠處一輛12卡列車正於北肯特線駛向本站以北的交匯處